# Храмы Магадана

Храмы Магадана — культовые сооружения города Магадана, предназначенные для проведения богослужений и религиозных обрядов.

## Действующие

### Собор Троицы Живоначальной
59°34′01″ с. ш. 150°48′46″ в. д.; Соборная площадь. Престольный праздник — День Святого Духа.
Двухэтажный пятиглавый храм с позакомарным завершением возведён на месте недостроенного здания Дома Советов. Строительство было начато в 2001 году по проекту архитекторов В. Г. и Е. К. Колосовых. Освящён собор 1 сентября 2011 года патриархом Кириллом. Из святынь в храме находятся: список иконы Божией Матери «Всецарица», мощи преподобноисповедника Андроника Колымского.

### Собор Сошествия Святого Духа
59°33′25″ с. ш. 150°48′01″ в. д.; ул. Потапова. Престольный праздник — День Святого Духа.
Храм представляет собой одноглавый прямоугольный в плане четверик с ярусной колокольней под небольшим шатром. В 1988 году было освящено место под строительство храма, в основaниe которого заложили частицу мощeй великомученикa Гeоргия Побeдоносцa. После освящения в 1992 году и до постройки Троицкого собора в 2011 Духосошественский собор являлся кафедральным собором Магаданской епархии. Из святынь в храме находится список иконы Божией Матери «Почаевская».

### Церковь Иоанна Предтечи
59°33′26″ с. ш. 150°48′00″ в. д.; ул. Потапова. Престольный праздник — Рождество Иоанна Предтечи.
Церковь построена как крестильная, с купелью в центре храма, при соборе Сошествия Святого Духа. Год постройки — 1996, освящение — 20 января 1997 года.

### Церковь Николая Чудотворца
59°33′11″ с. ш. 150°50′26″ в. д.; 3-й микрорайон, ул. Набережная реки Магаданки. Престольный праздник — Дни святителя Николая Чудотворца (22 мая, 19 декабря).
Одноглавая трёхнефная церковь в формах древнерусского зодчества. Построена в 2004 году. 10 июля состоялось освящение храма. Летом 2007 года был благоустроен прихрамовый двор и открылась церковная лавка.

### Церковь Покрова Пресвятой Богородицы (в Покровском монастыре)
59°37′34″ с. ш. 150°47′02″ в. д.; микрорайон Солнечный, ул. Арманская. Престольный праздник — Покров Пресвятой Богородицы (14 октября)..
Покровская церковь, одноглавая с небольшой колокольней, построена на месте, где находился первый молитвенный дом Магадана. Основана в 1989 году, окончено строительство в 1993. До 1999 года являлась прихо́дской церковью; затем указом Священного синода Покровский приход был обращён в женский монастырь. В храме хранится местночтимая Магаданская икона Божией Матери.

### Домовая церковь Святой Мученицы Татианы
59°33′48″ с. ш. 150°47′38″ в. д.; ул. Коммуны. Престольный праздник — Татьянин день (25 января).
В 2007 году группа преподавателей и студентов СВГУ предложила построить при университете домо́вый храм, строить который планировали на пожертвования. Инициативу поддержало руководство университета. Уже через год был разработан проект. В 2012 году был освящён фундамент, и через три года в сквере университета появился храм святой Татианы, который был освящён 25 января 2016 года епископом Магаданским и Синегорским Иоанном.

### "Скала надежды" Храм христиан-евангельской веры
59°33′25″ с. ш. 150°49′13″ в. д.

### Покровский женский монастырь
59°37′34″ с. ш. 150°47′05″ в. д.

### Приход Рождества Христова
59°33′14″ с. ш. 150°49′50″ в. д.

## Строящиеся

### Церковь Сергия Радонежского
59°34′51″ с. ш. 150°48′55″ в. д.; ул. Колымская. Престольный праздник — День памяти преподобного Сергия Радонежского (18 июля, 8 октября).
Храм во имя Сергия Радонежского основан в начале 2000-х в здании бывшего кинотеатра «Звезда». Ныне (2018) на этом месте возводится новая деревянная, из клееного бруса церковь.
Архитектурный проект храма выполнен как копия церкви во имя Успения Богородицы Гефсиманского скита Валаамского монастыря. Во время проектирования была увеличена храмовая часть и алтарь.

## Часовни

### Часовня Георгия Победоносца
59°33′41″ с. ш. 150°48′02″ в. д.; проспект Ленина.
В 1996 году, на Аллее памяти, в честь 51-й годовщины победы в Великой Отечественной войне была установлена одноглавая часовня, в стиле формы древнерусского зодчества.

### Часовня Илии Муромца
Часовня построена в 2009 году при воинской части Магаданского пограничного отряда.